# Justin-Marie Lequien
Ne pas confondre avec le sculpteur Justin Lequien (1826-1882).
Pour les articles homonymes, voir Lequien.
 (décembre 2014).
Si vous disposez d'ouvrages ou d'articles de référence ou si vous connaissez des sites web de qualité traitant du thème abordé ici, merci de compléter l'article en donnant les références utiles à sa vérifiabilité et en les liant à la section « Notes et références ».
Justien-Marie Lequien, né le 9 décembre 1796 à Paris, mort le  18 novembre 1881 à Villevallier, est un sculpteur français.

## Biographie
Justien-Marie Lequien, né le 9 décembre 1796 à Paris.
Son père est également sculpteur et avait fondé une école de dessin et de modelage en 1835, rue de Mesnilmontant à Paris.
D’abord élève de son père, Justien-Marie Lequien entre ensuite dans l’atelier de Félix Lecomte, puis celui de François-Joseph Bosio, à l'École des beaux-arts de Paris.
En 1819, il est récompensé par un deuxième prix de Rome avec son Énée blessé à la cuisse, guéri par Vénus.
Il est surtout connu pour avoir dirigé, jusqu’en 1878, l’école municipale de dessin du Xe arrondissement de Paris, rue de Chabrol, fondée par les frères Dupuis en 1836. Son fils reprendra plus tard sa succession à ce poste. Parmi ses élèves les plus éminents de Justin-Marie Lequien, on note le nom de Georges Seurat, l’un des pionniers du pointillisme. Il est également professeur à l’École Turgot entre 1839 et 1879.
Il épouse Anne Bloch qui lui donnera un fils, Justin Lequien (1826-1882), également sculpteur.
Justin-Marie Lequien demeure au no 15 de la rue Bréguet lorsqu'il est nommé chevalier de la Légion d'honneur le 24 janvier 1863.
Il meurt le 18 novembre 1881 à Villevallier (Yonne),.

## Distinctions
- Chevalier de la Légion d'honneur (1863).

## Collections publiques

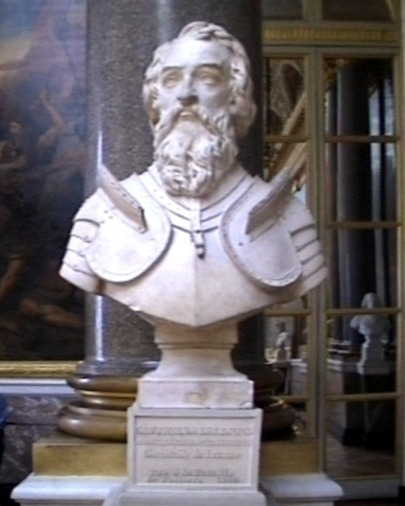
Gauthier VI de Brienne, château de Versailles, musée de l'Histoire de France.

- Château de Versailles, musée de l'Histoire de France : Gautier VI de Brienne, buste